# Ganoderma ochrolaccatum
Ganoderma ochrolaccatum är en svampart som först beskrevs av Jean François Montagne, och fick sitt nu gällande namn av Narcisse Theophile Patouillard 1889. Ganoderma ochrolaccatum ingår i släktet Ganoderma och familjen Ganodermataceae.   Inga underarter finns listade i Catalogue of Life.